# Marketa Janska
Markéta Jánská (Most, 24 de mayo de 1981) es una modelo y actriz checa.
Comenzó su carrera en la moda a los 15 años al ganar un concurso de moda checo. A los 20 años vuela a Estados Unidos y aquí se convierte en playmate de julio de 2003, posando posteriormente para otras ediciones de la revista.
En su carrera estadounidense, hizo una aparición en la series de televisión CSI: Miami, Swingtown, 90210 y True Blood, así como una breve aparición en la película Couples Retreat.